# Marienkrönungsaltar (Stralsund)
Der Marienkrönungsaltar ist ein spätgotisches Schnitzwerk in der Stralsunder Marienkirche. Bis auf eine sind alle Figuren und alle Schmuckelemente aus Hartholz geschnitzt. Dies wurde im Stil der Spätgotik farblich gefasst.

## Geschichte

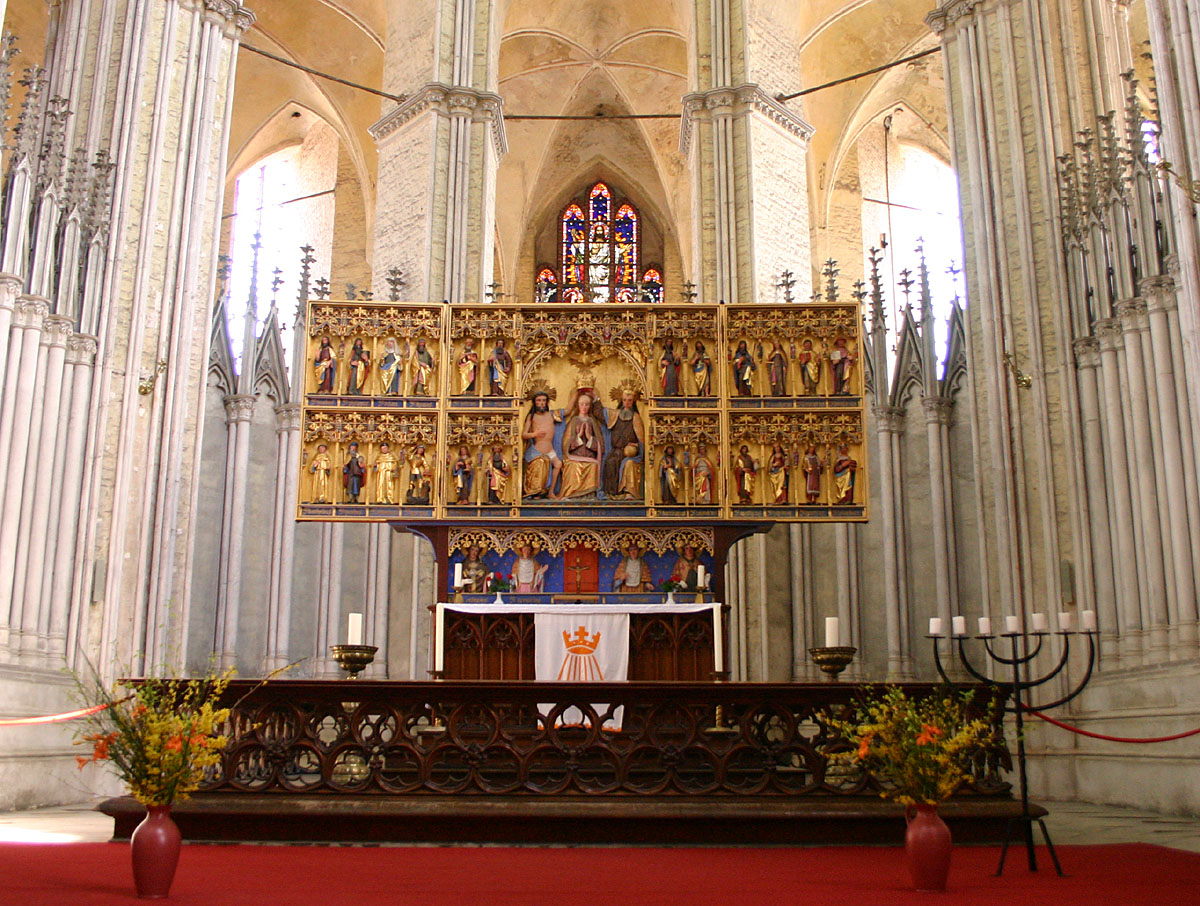
Der Marienkrönungsaltar in der Stralsunder Marienkirche

Der Hochaltar wurde um 1440 von einem unbekannten Meister gefertigt. Im vorpommerschen Ort Dorow, einem im 15. Jahrhundert „viel volkreichen“ Ort, unterhielten die von hier aus die Umgebung christianisierenden Zisterziensermönche eine Kirche (Wilhelmskirche), die drei Altäre enthielt. Einer dieser Altäre war der Behr’sche Marienkrönungsaltar. Aus einer Urkunde des Schweriner Bischofs Konrad von Schwerin, die auf den 30. Juni 1498 datiert ist, geht hervor, dass der Marienkrönungsaltar von einem Mitglied der Familie Behr gestiftet wurde. Der ausführende Meister wird allerdings nicht genannt.
Im Zug der Reformation in Pommern (1534) wurde Dorow entvölkert und die Kirche zerfiel; der Marienkrönungsaltar wurde zusammen mit den beiden anderen Altären in der Andreaskapelle in Nehringen entweder aufgestellt oder nur zwischengelagert; es existieren darüber keine Aufzeichnungen. Ab 1596 wurde die Kirche Deyelsdorf erbaut, die 1606 unter Caspar Behr vollendet wurde. In diese turmlose Kirche wurde der Marienkrönungsaltar eingebaut. Im Jahr 1710 wurde die spätgotische Mittelgruppe des Altars durch eine barocke Figurengruppe ersetzt.
1870 verkaufte die Gemeinde Deyelsdorf den Altar an den Grafen Ulrich von Behr-Negendank. Dieser erteilte den Berliner Brüdern Hohlbein den Auftrag, den Altar zu restaurieren. Die Gebrüder konzipierten die Arbeiten und begannen sie auch; fort- und zu Ende geführt wurden sie jedoch von anderen Meistern der Stralsunder Firma Mackenthun und Sohn. Dieser Firma sind dabei Vertauschungen der Figuren unterlaufen: Barbara steht auf dem Platz der Hedwig, Maria Ägyptiaca auf dem Platz der Barbara. 1878 war diese Restaurierung abgeschlossen. Im Zuge der Restaurierung wurde auch wieder die originale Mittelgruppe eingefügt.
Während einer kunstgewerblichen Messe kam der Altar 1879 erstmals nach Stralsund und wurde in der dortigen Nikolaikirche ausgestellt. Im Jahr 1881 wurde der Altar nach Semlow gebracht und im selben Jahr in der vom Grafen Behr von Negendank für sich gebauten Kapelle Semlow aufgestellt.
Nach dem Ende des Zweiten Weltkrieges wurde der Marienkrönungsaltar der Kirchengemeinde Semlow zum Eigentum übergeben. Er wurde in dieser Zeit durch Feuchtigkeit stark beschädigt. Eine Sanierung war zu DDR-Zeiten aus Kostengründen nicht möglich. Auf Drängen der Kirchengemeinde und des Institutes für Denkmalpflege der DDR wurde der marode Altar am 14. September 1971 wieder nach Stralsund gebracht und im Turm der Jakobikirche eingelagert. Die Umstände der Lagerung erwiesen sich allerdings als unsachgemäß. Nach Verhandlungen des Pfarrers Johannes Seibt ab 1972 stimmte die Kirchgemeinde Semlow 1973 der Überlassung des Altars als Dauerleihgabe an die Stralsunder Gemeinde von St. Marien zu. Nach einer Restaurierung sollte der Altar im Chor der Marienkirche aufgestellt werden. Am 30. Oktober 1973 erfolgte die Einlagerung des Altars in der Apollonienkapelle an der Marienkirche.
1977 begann der Stralsunder Maler und Restaurator Hermann Lindner mit der Restaurierung, wobei es aber aus finanziellen Gründen nur zu einer Farbfestigung kam. Erst im Jahr 1992 ermöglichte eine Spende der Einwohner Kiels, der Partnerstadt Stralsunds, die Restaurierung der Predella. Die Spendenaktion war vom Kieler Städtischen Kultursenat initiiert worden. Nach der Aufstellung der sanierten Predella im Hohen Chor der Marienkirche kamen weitere Spenden; zudem engagierte sich die Deutsche Stiftung Denkmalschutz sehr stark. Dadurch konnte der Altar 1995 im Chor der Stralsunder Marienkirche aufgestellt werden; im Jahr 1999 wurden die Restaurierungsarbeiten endgültig beendet. Am 26. September 1999 wurde der Altar durch den Bischof der Pommerschen Evangelischen Kirche Eduard Berger geweiht und in den Gemeindedienst übergeben.

## Der Altar
Der Altar besteht aus einem Altarschrein in Form eines Triptychons, der auf einem Sockel (der Predella) steht.

### Altarschrein
Der Altarschrein ist 2,30 m hoch. Bei geöffneten Seitenflügeln ist er 5,69 m breit, bei geschlossenen Flügeln 2,84 m breit.
Der Mittelschrein zeigt die Krönung Marias, die betend zwischen Gottvater und Jesus Christus sitzt. Diese Figuren sind jeweils 1,26 m hoch.
Zu beiden Seiten dieser Dreiergruppe stehen in zwei Reihen übereinander angeordnet 24 Figuren. Hierbei handelt es sich um Apostel und Heilige. Die Höhe dieser Figuren beträgt jeweils 63 cm. Sie sind mit Namensbezeichnung, aber ohne inhaltlich geplante Anordnung, unter Kielbogenbaldachinen gestellt.
Es handelt sich -jeweils aus der Betrachtersicht von links oben nach rechts unten- um die Apostel Jacobus d. J., Philippus, Thomas, Petrus, Simon Zelotes, Andreas, Taddäus, Jacobus d. Ä., Johannes, Paulus, Bartholomäus und Matthäus und die Heiligen Clara, Johannes Baptista, Catharina, Franziscus, Bonifacius, Bartholdus , Anthonius, Georgus, Ludovicus, Barbara, Henricus und Maria Ägyptica. Da den Restauratoren bei der Restaurierung im 19. Jahrhundert eine Verwechslung der Figuren unterlaufen war, trägt die Barbara fälschlich den Namen der Hedwig und Maria Ägyptica den Namen der Barbara.
Zwischen den Figuren standen ursprünglich jeweils 21 cm hohe Filialfiguren, von denen allerdings acht verloren gegangen sind – wahrscheinlich durch Diebstahl.

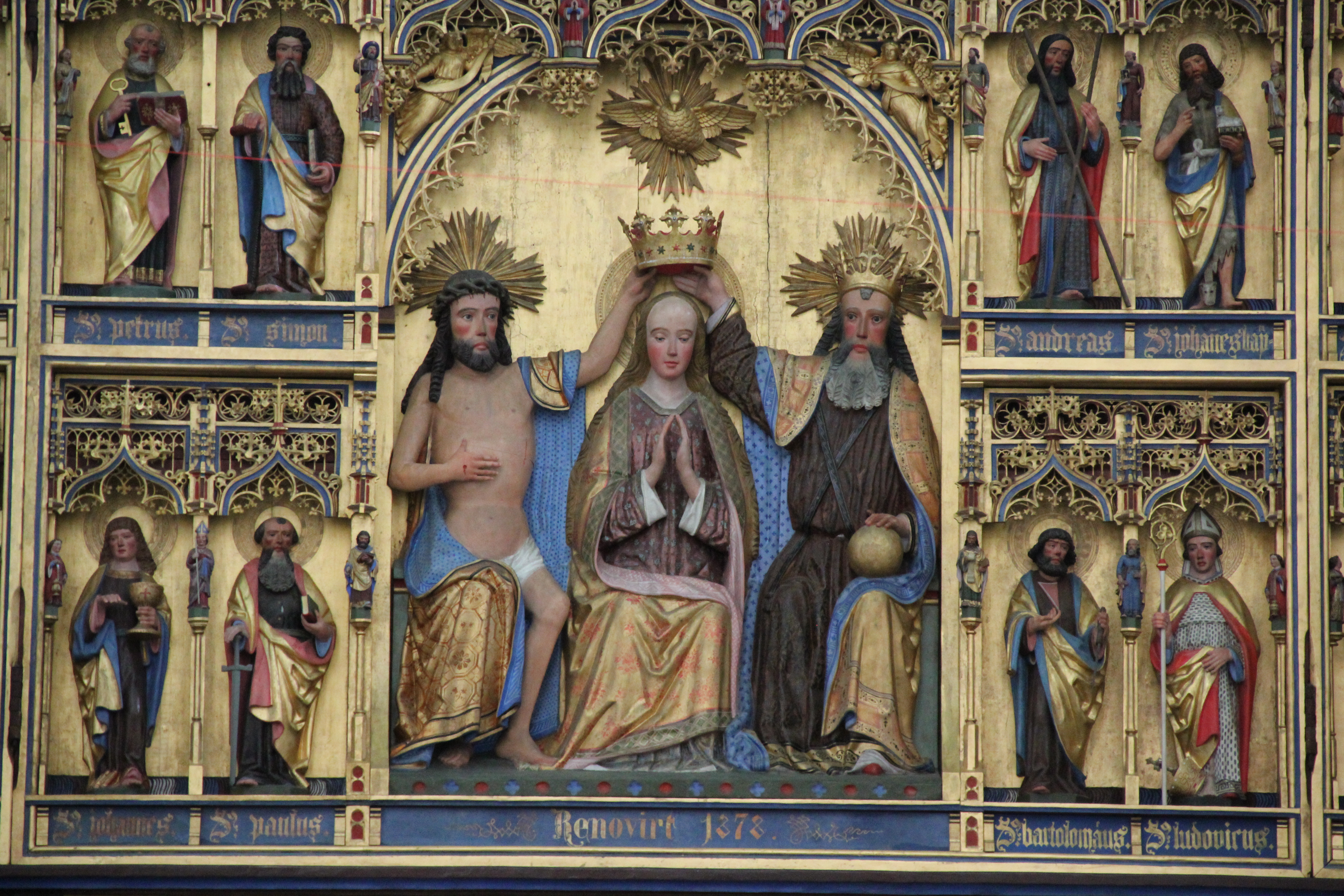
Schrein
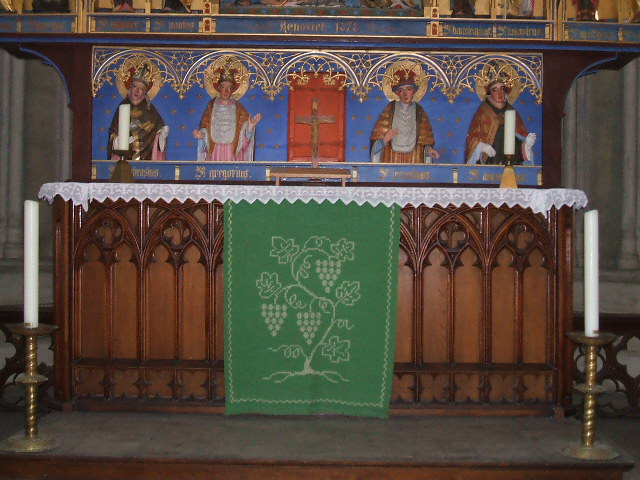
Predella
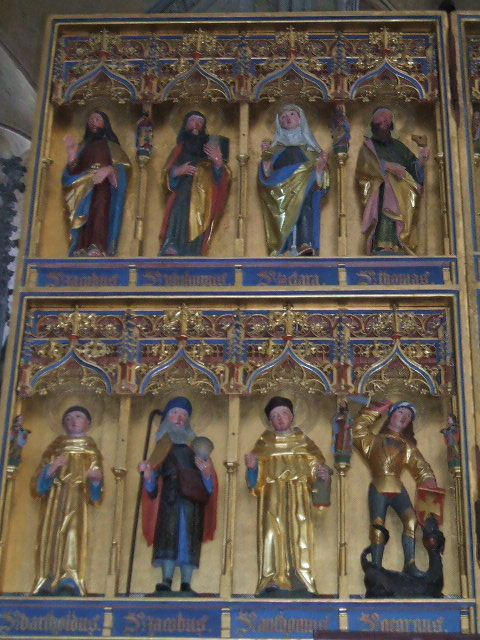
Linker Flügel
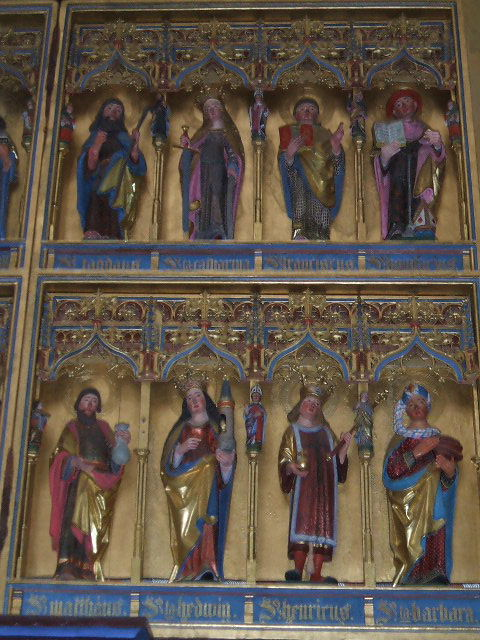
Rechter Flügel

### Predella (Altarsockel)
Die Predella ist 3,77 m breit und 88 cm hoch. Sie weist fünf rundbogige verzierte Nischen auf. Die mittlere der fünf Nischen ist ein vergitterter Schrein, auf dessen Flügeltüren eine auf rotem Grund gemalte Monstranz zu sehen ist. In den vier übrigen Nischen stehen die lateinischen Kirchenväter Ambrosius, Gregorius, Hieronymus und Augustin.